# Rurmäander zwischen Floßdorf und Broich
Koordinaten: 50° 57′ 6″ N, 6° 18′ 40″ O

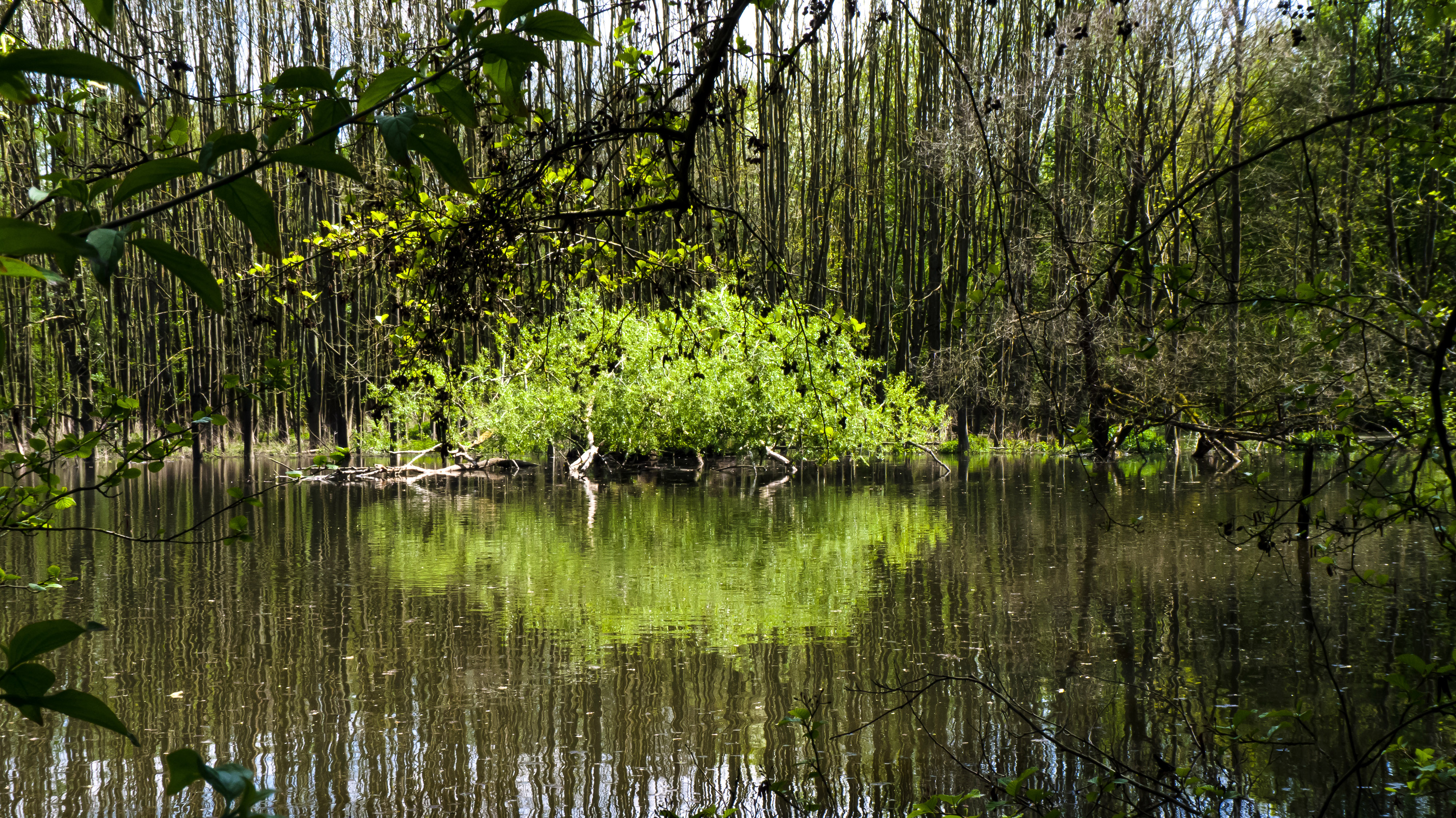
Naturschutzgebiet Rurmäander zwischen Floßdorf und Broich (Mai 2013)

Das Naturschutzgebiet Rurmäander zwischen Floßdorf und Broich liegt auf dem Gebiet der Städte Jülich und Linnich im Kreis Düren in Nordrhein-Westfalen.
Das Gebiet erstreckt sich nordwestlich der Kernstadt Jülich und südöstlich der Kernstadt Linnich zwischen Floßdorf im Nordwesten und dem Jülicher Stadtteil Broich im Nordosten entlang der Rur. Am nordöstlichen Rand des Gebietes verläuft die Landesstraße L 253, westlich die L 228 und östlich die A 44. Südlich des Gebietes erstrecken sich der Barmener See und das 14,7 ha große Naturschutzgebiet Prinzwingert.

## Bedeutung
Das etwa 172,3 ha große Gebiet wurde im Jahr 1983 unter der Schlüsselnummer DN-015 unter Naturschutz gestellt. Schutzziele sind „Schutz und Optimierung einer naturnahen Flusslandschaft mit historischer Baumweidennutzung als Lebensraum seltener Tier- und Pflanzenarten.“